# Make Me
A Make Me Janet Jackson amerikai énekesnő kislemeze The Best című válogatásalbumáról. Ez az album egyetlen új dala, és Jackson első kiadványa, amióta megvált az Island Records kiadótól. Eredetileg azok hallgathatták meg, akik csatlakoztak Jackson hivatalos levelezőlistájához, majd 2009. szeptember 22-én letöltés formájában is megjelent.
A gyors tempójú, diszkóritmusú dal az 1980-as évekbeli Jackson-dalokra emlékeztet. A kritikusok kedvezően fogadták, és Jackson 2001-ben megjelent All for You című dalához, valamint bátyja, Michael Jackson 1979-es Don’t Stop ‘til You Get Enoughjához hasonlították.
Videóklipjét Robert Hales rendezte, és 2009 novemberében mutatták be a 20/20 műsorban.

## Háttere
2009. szeptember 13-án Janet Jackson az MTV Video Music Awards díjkiosztón elénekelte bátyjával, Michael Jacksonnal közös Scream című számát, részeként a június 25-én elhunyt Michael Jackson emlékére rendezett műsornak. A díjkiosztó után, még aznap megjelentetett egy új dalt, a Make Me-t, először csak a hivatalos weboldalán, később zeneletöltő oldalakról is megvásárolhatóvá tette. Bár eleinte úgy tartották, a Make Me Michael 1979-ben megjelent Don’t Stop ‘til You Get Enough című száma előtt tisztelgés, Jackson kijelentette a Ryan Seacrestnek adott interjújában, hogy nem az, annak ellenére, hogy a dal végén a szöveg hasonlít.
A dalt Janet Jackson, Rodney "Darkchild" Jerkins, Thomas Lumpkins és Michaela Shiloh írták, producerei Jackson és Darkchild. Utóbbi már Janet 2008-as, Discipline című albumán is producere volt négy számnak, azt nyilatkozta az MTV-nek, hogy már azóta új anyagon dolgozik Janettel, hogy az énekesnő 2008 szeptemberében megvált az Island Records kiadótól. „Az utóbbi hónapot a stúdióban töltöttük. Visszamegyünk az alapokhoz, Janet eredeti hangzásához. Megpróbáljuk olyan felvételekkel megcélozni a rajongóit, amik tetszeni fognak nekik. Sok gyors tempójú, vidám dal van. Janetnek rengeteg arca van. A rajongója vagyok, mindig is az voltam. A Rhythm Nation, a Control, a Janet. album, ezek mind bizonyos hangulatba ringatnak. Jó szórakozás volt. Izgatott vagyok miatta.” – nyilatkozta Jerkins.
Október 13-án a Universal Music Enterprises (UMe) bejelentette, a Make Me felkerül Jackson második válogatásalbumára, a Number Onesra, amin 33 listavezető dala szerepel majd. A 2009-es American Music Awards díjkiosztón Janet a Make Me mellett több régebbi dalát is előadta egy egyvelegben (Control, What Have You Done for Me Lately, Miss You Much, If, Together Again). Jackson előadja a dalt a The X Factor brit tehetségkutató díjkiosztóján is december 6-án.

## Fogadtatása
Gil Kaufman, az MTV munkatársa azt írta a dalról: „Janet azzal mondott köszönetet szeretett testvérének, hogy közzétett honlapján egy új dalt, a Make Me-t (…) Eltérően utóbbi albumai sötétebb S&M-hangulatától, a Make Me könnyed, szórakoztató dal diszkóritmussal.” Azt is megjegyezte, hogy „a refrén Michael dalának refrénjét Janethez méltó, szexi, kihívó szöveggé változtatja.”
Clover Hope a Vibe magazintól azt írta: „Szórakoztató, ritmusos, életvidám – az a fajta visszatérés, amit a 2008-as Discipline albumtól vártunk, ahol Jackson Rodney Jerkinsszel fogott össze, hogy fiatalos hangzást találjanak, ami azonban végül öregítette. Itt azonban sikerült: Jerkins rátapintott Jackson érzékére a fiatalos vidámsághoz, és Janet-módra tekerték vissza az időt.” Michael Menachem, a Billboard magazin munkatársa szerint ez Jackson legjobb dala a 2001-es All for You óta. Neki is feltűnt a dal hasonlósága Michael Jackson Don't Stop 'til You Get Enoughjához az 1979-ben megjelent Off the Wall albumról, és megjegyezte, hogy a Make Me nemcsak Janet legjobb gyors dala évek óta, hanem Michael is büszke lenne a húgára. Glenn Gamboa a Newsdaytől figyelemreméltóan gyors tempójúnak nevezte a dalt, és megjegyezte, hogy a Make Me ügyesen vegyíti a játékosságot, ami hiányzott Janet legutóbbi dalaiból, az energikus euro-dance háttérrel.
Nick Levine a Digital Spytól öt csillagból négyet adott a dalnak, és megjegyezte, hogy „a dal főhajtás a 70-es évekbeli diszkóstílus és a klasszikus, Jam & Lewis-korszakbeli Janet-dalok felé is, mégis képes modernnek hangzani, és egyedül Miss Jackson képes úgy tisztelegni elhunyt bátyja előtt, hogy közben kihívó is: Don't stop 'til you get it up!”

## Videóklip
A dal videóklipjét Robert Hales rendezte. Először a 20/20 műsorban mutatták be 2009 novemberében. Nick Levine, a Digital Spy munkatársa szerint „Sok tánc, Janet fantasztikusan néz ki, és az egész olyan menő, mint egy klasszikus Jam & Lewis-dal. Dióhéjban: remek eltöltése ennek a három és fél percnek. Épp mint az Escapade.” Jefferson Reid és Lindsay Miller az E! Online-tól azt írták, a klip „eredeti Janet, benne űrkorszaki válltömésekkel és számtalan odabólintással Michaelnek.”

## Remixek
- Make Me (Main Version) – 3:38
- Make Me (Bimbo Jones Club Mix) – 6:46
- Make Me (Bimbo Jones Radio Edit) – 3:21
- Make Me (Bimbo Jones Dub) – 8:25
- Make Me (Moto Blanco Club Mix) – 7:11
- Make Me (Moto Blanco Radio Edit) – 3:25
- Make Me (Moto Blanco Dub) – 7:10
- Make Me (Ralphi Rosario Vocal Club Mix) – 9:20
- Make Me (Ralphi Rosario Dub) – 8:15
- Make Me (Ralphi's Martini Mix) – 7:44
- Make Me (Dave Aude Club Mix) – 8:01
- Make Me (Dave Aude Radio Edit) – 3:10
- Make Me (Dave Aude Dub) – 7:17
- Make Me (DJ Dan Peaktime Mix) – 6:13
- Make Me (DJ Dan Extended Vocal Mix) – 4:27
- Make Me (DJ Dan Vocal Mix) – 3:03
- Make Me (Craig J's Get It Up! Mix) – 6:46

## Helyezések
| Slágerlista (2009)                 | Legmagasabb helyezés |
| ---------------------------------- | -------------------- |
| Brazil Billboard Hot 100           | 19                   |
| Brit kislemezlista                 | 73                   |
| Japán Hot 100                      | 17                   |
| Olasz Top 100 rádiós játszás       | 46                   |
| USA Billboard Hot Dance Club Songs | 3                    |